# 599 Lexington Avenue
599 Lexington Avenue este o clădire ce se află în New York City.
Următoarele companii își au sediul aici:
- K&L Gates[1]
- Cogent Partners[2]
- Cornerstone Research[3]
- Cowen Group[4]
- Istithmar World[2]
- Shearman & Sterling[5]
- Reed Smith[6]
- Huron Consulting Group[7]

## Legături externe
- Emporis
- Skyscraperpage